# F.C. Boca Gibraltar
F.C. Boca Gibraltar – gibraltarski klub piłkarski, mający siedzibę w mieście Gibraltar.

## Historia
Chronologia nazw:
- 2012: Boca Juniors Gibraltar F.C.
- 2017: F.C. Boca Gibraltar

Klub piłkarski Boca Juniors Gibraltar F.C. został założony w Gibraltarze we wrześniu 2012 roku. Zespół w sezonie 2012/13 startował w Second Division, w której zajął 6.miejsce. W następnym sezonie uplasował się na 10.pozycji. Sezon 2015/16 zakończył na 8.miejscu, a w następnym był trzecim w końcowej tabeli. Latem 2017 skrócił nazwę do F.C. Boca Gibraltar. W sezonie 2017/18 zwyciężył w drugiej lidze i zdobył awans do Gibraltar Premier Division.

## Sukcesy

### Trofea międzynarodowe
Nie uczestniczył w rozgrywkach europejskich (stan na 31-05-2018).

### Trofea krajowe
| \| \| Zdobyte trofea w rozgrywkach Gibraltaru (stan na: 31-05-2018) \| |                                                               |      |                        |
| Rozgrywki                                                              | Osiągnięcie                                                   | Razy | Sezon(y)               |
| · Mistrzostwo                                                          | I miejsce                                                     | 0    |                        |
| · Mistrzostwo                                                          | II miejsce                                                    | 0    |                        |
| · Mistrzostwo                                                          | III miejsce                                                   | 0    |                        |
| · Mistrzostwo                                                          | ?.miejsce                                                     | 1    | 2018/19                |
| Puchar                                                                 | zdobywca                                                      | 0    |                        |
| Puchar                                                                 | finalista                                                     | 0    |                        |
| Puchar                                                                 | 1/8 finału                                                    | 4    | 2013, 2014, 2015, 2017 |
| II liga                                                                | I miejsce                                                     | 1    | 2017/18                |
| II liga                                                                | II miejsce                                                    | 0    |                        |
| II liga                                                                | III miejsce                                                   | 1    | 2016/17                |
| Gibraltar                                                              | Zdobyte trofea w rozgrywkach Gibraltaru (stan na: 31-05-2018) |      |                        |

## Stadion
Klub rozgrywał swoje mecze domowe na Victoria Stadium w Gibraltarze, który może pomieścić 5000 widzów.